# 菊地晶子
菊地 晶子（きくち あきこ、1975年3月17日 - ）は、日本の女性声優。神奈川県出身。身長157cm、血液型はO型。旧名はAKIKO。現在AKIKOを芸名として使っている声優とは別人。以前はラブライブ、えりオフィスに所属している。

## 出演

### テレビアニメ
1996年
- こちら葛飾区亀有公園前派出所（1996年 - 2000年、女子高生、婦警、姉妹 他）
- こどものおもちゃ（杉田亜矢）

1997年
- CLAMP学園探偵団（女生徒D、女子学生C、女生徒C、美術部員C）

1998年
- スーパードール★リカちゃん（シスター聖美（初代）、高林一子、テレビレポーター、アシスタント 他）
- たこやきマントマン（美少女）

1999年
- こちら葛飾区亀有公園前派出所（同級生、マンションの女）
- 将太の寿司（美香）
- HUNTER×HUNTER（第1作）（カラ/案内嬢、司会者A 他）
- ビックリマン2000（女の子）

### OVA
- ベイビィ★LOVE（1997年、女生徒C）

### ゲーム
- 超謎王（2000年、イシス・エレネー）

### テレビ
- 白線流し 〜19の春

### 舞台
- 舞台版 こちら葛飾区亀有公園前派出所
- ミュージカル HUNTER×HUNTER（ティターニア）
- ミュージカル リカちゃん（アーク）